# Katharina Liensberger
Katharina Liensberger (Feldkirch, 1 de abril de 1997) es una deportista austríaca que compite en esquí alpino, especialista en la modalidad de eslalon.
Participó en dos Juegos Olímpicos de Invierno, obteniendo tres medallas, plata en Pyeongchang 2018, en la prueba de equipo mixto, y dos en Pekín 2022, oro en el equipo mixto y plata en eslalon.
Ganó cinco medallas en el Campeonato Mundial de Esquí Alpino entre los años 2019 y 2025. En la Copa del Mundo consiguió tres victorias y dieciocho podios en total.

## Palmarés internacional
| Juegos Olímpicos   | Juegos Olímpicos            | Juegos Olímpicos  | Juegos Olímpicos         |
| Año                | Lugar                       | Medalla           | Prueba                   |
| ------------------ | --------------------------- | ----------------- | ------------------------ |
| 2018               | Pyeongchang (Corea del Sur) | Medalla de plata  | Equipo mixto             |
| 2022               | Pekín (China)               | Medalla de oro    | Equipo mixto             |
| 2022               | Pekín (China)               | Medalla de plata  | Eslalon                  |
| Campeonato Mundial |                             |                   |                          |
| Año                | Lugar                       | Medalla           | Prueba                   |
| 2019               | Åre (Suecia)                | Medalla de plata  | Equipo mixto             |
| 2021               | Cortina d'Ampezzo (Italia)  | Medalla de oro    | Eslalon                  |
| 2021               | Cortina d'Ampezzo (Italia)  | Medalla de oro    | Eslalon gigante paralelo |
| 2021               | Cortina d'Ampezzo (Italia)  | Medalla de bronce | Eslalon gigante          |
| 2025               | Saalbach (Austria)          | Medalla de bronce | Eslalon                  |